# Kundun
Kundun é um filme americano de 1997 escrito por Melissa Mathison e dirigido por Martin Scorsese, baseado na vida de Tenzin Gyatso, o 14º dalai-lama. 
Nação ocupada há décadas pelo governo da China, o Tibete proibiu Scorsese e Mathison de gravar o filme em seu território. 
O filme foi indicado ao Óscar de Melhor Banda Sonora Original.